# Список Героев Социалистического Труда (Косарев — Коюнлиев)
Эта страница является частью списка Героев Социалистического Труда и перечисляет в алфавитном порядке лиц, удостоенных звания Героя Социалистического Труда, чьи фамилии начинаются с буквы «К», от Косарев до Коюнлиев.
- Список не включает дважды и трижды Героев Социалистического Труда, а также лиц, лишённых этого звания.
- Список содержит информацию о датах жизни, роде деятельности и дате присвоения звания Героя.
- Герои, удостоенные звания посмертно, выделены в списке  серым цветом .
- Герои, сменившие фамилию после присвоения звания, приводятся в списках дважды, при этом строка с новой фамилией выделяется  бежевым цветом  и не имеет номера.

## Список людей, фамилии которых начинаются с «К»
| Навигационная таблица | Навигационная таблица |
| --------------------- | --------------------- |
| «К»                   | Кабаидзе — Капычина   |
| «К»                   | Кара — Каюшкина       |
| «К»                   | Квакуша — Киптев      |
| «К»                   | Киракосян — Князькин  |
| «К»                   | Кобаидзе — Колядо     |
| «К»                   | Команов — Корякина    |
| «К»                   | Косарев — Коюнлиев    |
| «К»                   | Кравец — Ксоврели     |
| «К»                   | Куандыков — Кулян     |
| «К»                   | Кумаков — Кяяник      |

| №          | Фамилия, имя, отчество            | Даты жизни              | Деятельность | Дата присвоения | ГС         |
| ---------- | --------------------------------- | ----------------------- | --- | --------------- | ---------- |
| 1          | Косарев Александр Фёдорович       | род. 1923               | Бригадир колхоза «Большевик» Аркадакского района Саратовской области | 23.06.1966      | [ ГС 1 ]   |
| 2          | Косарев Николай Андреевич         | 1916 — 12.10.1971       | Поездной вагонный мастер военно-санитарного поезда № 342 Народного комиссариата путей сообщения СССР | 05.11.1943      | [ ГС 2 ]   |
| 3          | Косарев Николай Николаевич        | 19.12.1908 — 18.09.1978 | Председатель колхоза «Животновод» Кадомского района Рязанской области | 08.01.1960      | [ ГС 3 ]   |
| 4          | Косарева Зинаида Дмитриевна       | 1917—1991               | Председатель колхоза «Красный холм» Ростовского района Ярославской области | 30.04.1966      | [ ГС 4 ]   |
| 5          | Косачёв Кузьма Максимович         | 26.02.1928 — 13.07.1982 | Бригадир колхоза «Россия» Змеиногорского района Алтайского края | 23.06.1966      | [ ГС 5 ]   |
| 6          | Косберг Семён Ариевич             | 27.10.1903 — 03.01.1965 | Главный конструктор ОКБ-154 Государственного комитета Совета Министров СССР по авиационной технике, гор. Воронеж | 17.06.1961      | [ ГС 6 ]   |
| 7          | Косенко Алексей Афанасьевич       | 10.01.1913 — 05.04.2006 | Бригадир Артёмовского свеклосовхоза Министерства пищевой промышленности СССР, Полтавская область | 30.04.1948      | [ ГС 7 ]   |
| 8          | Косенко Лидия Ивановна            | род. 1924               | Рабочая Лайтурского совхоза-техникума имени Кирова Махарадзевского района Грузинской ССР | 08.04.1971      |            |
| 9          | Косенко Марк Иванович             | 18.03.1924 — 29.06.1988 | Бурильщик Тарко-Салинской нефтеразведочной экспедиции Тюменского производственного геологического управления Министерства геологии РСФСР, Ямало-Ненецкий национальный округ                                                    | 23.01.1968      | [ ГС 8 ]   |
| 10         | Косенко Меланья Лукьяновна        | 1912 — ????             | Свинарка свиноводческого совхоза имени Калинина Министерства совхозов СССР, Артёмовский район Сталинской области | 24.09.1949      |            |
| 11         | Косенко Николай Васильевич        | 25.12.1902 — 19.05.1991 | Председатель колхоза «Красный Восток» Меркенского района Джамбулской области | 28.03.1948      | [ ГС 9 ]   |
| 12         | Косенков Александр Фёдорович      | 03.03.1915 — ????       | Проходчик шахтоуправления № 2 треста «Первомайскуголь» Министерства угольной промышленности Украинской ССР, Ворошиловградская область                                                                                          | 26.04.1957      | [ ГС 10 ]  |
| 13         | Косивцева Надежда Алексеевна      | 1913—1986               | Звеньевая совхоза «Нижне-Чуйский» Министерства сельского хозяйства СССР, Кагановичский район Фрунзенской области | 10.07.1950      | [ ГС 11 ]  |
| 14         | Косиков Пётр Макеевич             | 12.07.1909 — ????       | Рабочий-футеровщик Ангарского нефтехимического завода Иркутского совнархоза | 19.03.1959      | [ ГС 12 ]  |
| 15         | Косинов Дмитрий Иванович          | 1918 — ????             | Бригадир колхоза «Новая дружба» Алексеевского района Харьковской области | 07.05.1948      |            |
| 16         | Косинцева Мария Александровна     | 12.03.1926 — 13.06.2005 | Бригадир слесарей-сборщиков Шадринского автоагрегатного завода Министерства автомобильной промышленности СССР, Курганская область                                                                                              | 05.04.1971      | [ ГС 13 ]  |
| 17         | Косицин Александр Иванович        | 28.08.1916 — 21.08.1983 | Бригадир слесарей Горьковского автомобильного завода Министерства автомобильной промышленности СССР | 22.08.1966      | [ ГС 14 ]  |
| 18         | Коснырев Владимир Петрович        | 11.09.1939 — 09.1987    | Бурильщик Вуктыльского газопромыслового управления производственного объединения «Комигазпром» Министерства газовой промышленности СССР, Коми АССР                                                                             | 27.05.1982      | [ ГС 15 ]  |
| 19         | Кособуцкий Владимир Николаевич    | 01.04.1936 — 05.07.1991 | Тракторист-машинист колхоза «Красный колос» Первомайского района Оренбургской области | 10.02.1975      | [ ГС 16 ]  |
| 20         | Косовский Алексей Григорьевич     | 14.11.1908 — 17.04.1981 | Председатель колхоза «Жовтень» Груньского района Сумской области | 16.02.1948      | [ ГС 17 ]  |
| 21         | Косогов Яков Михайлович           | 23.02.1924 — 22.10.2009 | Бурильщик шахты имени Валявко рудоуправления имени Ильича треста «Дзержинскруда», гор. Кривой Рог Днепропетровской области | 19.07.1958      | [ ГС 18 ]  |
| 22         | Косогор Василий Арсентьевич       | 14.08.1924 — 29.05.2007 | Бригадир тракторной бригады колхоза «Россия» Бердянского района Запорожской области | 08.12.1973      | [ ГС 19 ]  |
| 23         | Косолапова Анастасия Ивановна     | 1913—1979               | Свинарка племенного завода «Каяльский» Азовского района Ростовской области | 22.03.1966      | [ ГС 20 ]  |
| 24         | Косоногов Алексей Ильич           | 12.06.1929 — 15.10.1981 | Капитан рыболовного сейнера «Чугуев» Управления сейнерного флота, гор. Холмск Сахалинской области | 13.04.1963      | [ ГС 21 ]  |
| 25         | Косорукова Ираида Михайловна      | род. 14.08.1931         | Доярка государственного племенного завода «Пролетарий» Вязниковского района Владимирской области | 08.04.1971      | [ ГС 22 ]  |
| 26         | Коссе Дмитрий Лазаревич           | 1903—1986               | Председатель колхоза «Запорожец» Старо-Бешевского района Сталинской области | 02.06.1950      | [ ГС 23 ]  |
| 27         | Коссе Мария Ивановна              | 30.06.1927 — 23.07.2020 | Звеньевая колхоза «Запорожец» Старо-Бешевского района Сталинской области | 02.06.1950      | [ ГС 24 ]  |
| 28         | Костава Владимир Етифанович       | 1908 — ????             | Председатель колхоза имени Чарквиани Махарадзевского района Грузинской ССР | 05.07.1951      | [ ГС 25 ]  |
| 29         | Костарев Антон Дмитриевич         | 18.09.1928 — 15.08.1985 | Бригадир тракторной бригадой колхоза «Урал» Бирского района Башкирской АССР | 23.06.1966      | [ ГС 26 ]  |
| 30         | Косташ Мария Степановна           | 01.11.1927 — ????       | Бригадир формовочного цеха завода железобетонных изделий № 5 Главмоспромстройматериалов, гор. Москва | 21.06.1963      | [ ГС 27 ]  |
| 31         | Костемиров Халимбет               | 1896 — ????             | Старший чабан колхоза имени Юсупова Тамдынского района Бухарской области | 07.07.1951      | [ ГС 28 ]  |
| 32         | Костенко Виталий Алексеевич       | 27.11.1940 — 13.01.2017 | Бригадир монтажников специализированного управления № 107 треста «Криворожстальконструкция» Министерства монтажных и специальных строительных работ Украинской ССР, гор. Кривой Рог Днепропетровской области                   | 05.09.1980      | [ ГС 29 ]  |
| 33         | Костенко Владимир Фёдорович       | 25.06.1925 — 24.07.1997 | Звеньевой колхоза имени Ленина Кореновского района Краснодарского края | 08.04.1971      | [ ГС 30 ]  |
| 34         | Костенко Евдокия Леонтьевна       | 14.03.1922 — 08.02.1992 | Свинарка колхоза имени Кирова Павлоградского района Днепропетровской области | 08.04.1971      | [ ГС 31 ]  |
| 35         | Костенко Иван Афанасьевич         | 09.04.1940 — 26.04.2015 | Заведующий молочно-товарной фермой колхоза имени XXII съезда КПСС Решетиловского района Полтавской области | 22.03.1966      | [ ГС 32 ]  |
| 36         | Костенко Михаил Полиевктович      | 28.12.1889 — 18.12.1976 | Электротехник, академик Академии наук СССР, гор. Ленинград | 31.12.1969      | [ ГС 33 ]  |
| 37         | Костенко Павел Данилович          | род. 24.07.1924         | Аппаратчик Киевского завода медицинских препаратов Министерства медицинской промышленности СССР | 20.07.1971      |            |
| 38         | Костенко Павел Фёдорович          | 15.08.1923 — 24.08.1997 | Председатель колхоза имени XX партсъезда Орловского района Ростовской области | 07.12.1973      | [ ГС 34 ]  |
| 39         | Костенко Пётр Ильич               | 01.12.1911 — 06.06.1979 | Первый секретарь Карасуского райкома Компартии Казахстана, Кустанайская область | 11.01.1957      | [ ГС 35 ]  |
| 40         | Костенко Тамара Николаевна        | 17.03.1937 —            | Заведующая фермой колхоза «Победа» Кущёвского района Краснодарского края | 23.12.1976      | [ ГС 36 ]  |
| 41         | Костеренко Тарас Фёдорович        | 1894—1969               | Бригадир виноградарского совхоза «Абрау-Дюрсо» Министерства пищевой промышленности СССР, гор. Новороссийск Краснодарского края                                                                                                 | 26.09.1950      | [ ГС 37 ]  |
| 42         | Костецкий Аркадий Павлович        | 26.01.1907 — 20.06.1970 | Машинист врубовой машины шахты № 7 комбината «Востсибуголь» Министерства угольной промышленности восточных районов СССР, Иркутская область                                                                                     | 28.08.1948      | [ ГС 38 ]  |
| 43         | Костиков Андрей Григорьевич       | 30.10.1899 — 05.12.1950 | Главный инженер Реактивного научно-исследовательского института Народного комиссариата боеприпасов СССР, военинженер 1-го ранга                                                                                                | 28.07.1941      | [ ГС 39 ]  |
| 44         | Костин Виталий Семёнович          | 19.03.1938 — 18.01.2010 | Бригадир горнорабочих очистного забоя шахты «Зиминка» Прокопьевского производственного объединения по добыче угля Министерства угольной промышленности СССР, Кемеровская область                                               | 04.03.1986      | [ ГС 40 ]  |
| 45         | Костин Михаил Николаевич          | 31.01.1931 — 25.10.1988 | Директор совхоза имени Крупской Мелекесского района Ульяновской области | 08.04.1971      | [ ГС 41 ]  |
| 46         | Костина Александра Борисовна      | 28.08.1926 — 16.02.2006 | Свинарка колхоза имени Кирова Грибановского района Воронежской области | 22.03.1966      | [ ГС 42 ]  |
| 47         | Костина Мария Михайловна          | 1938—2011               | Бригадир совхоза «Родина» Цюрупинского района Херсонской области | 06.03.1981      |            |
| 48         | Костов Афанасий Ильич             | род. 1929               | Комбайнёр совхоза «Вишневский» Комратского района Молдавской ССР | 23.06.1966      |            |
| 49         | Костоусов Анатолий Иванович       | 19.10.1906 — 22.02.1985 | Министр станкостроительной и инструментальной промышленности СССР, гор. Москва | 05.10.1976      | [ ГС 43 ]  |
| 50         | Косточка Ефросиния Ивановна       | 25.02.1901 — 12.01.1974 | Звеньевая молочного совхоза № 9 имени Артёма Министерства совхозов СССР, Сталинская область | 20.08.1949      | [ ГС 44 ]  |
| 51         | Костричкин Николай Андреевич      | 13.12.1904 — 12.10.1963 | Бригадир полеводческой бригады колхоза «Борец» Бронницкого района Московской области | 19.02.1948      | [ ГС 45 ]  |
| 52         | Кострова Нелли Витольдовна        | 01.01.1935 — 27.11.2009 | Токарь завода «Гомсельмаш» Министерства тракторного и сельскохозяйственного машиностроения СССР, гор. Гомель | 05.04.1971      | [ ГС 46 ]  |
| 53         | Костромин Иван Афанасьевич        | 09.11.1912 — 1976       | Моторист бензопилы Хандагатайского леспромхоза Заиграевского аймака Бурят-Монгольской АССР | 05.10.1957      | [ ГС 47 ]  |
| 54         | Кострыкин Александр Александрович | 14.12.1919 — 27.02.2004 | Старший диспетчер службы движения аэропорта Кольцово Уральского управления гражданской авиации Министерства гражданской авиации СССР, гор. Свердловск                                                                          | 09.02.1973      | [ ГС 48 ]  |
| 55         | Костылева Пелагея Даниловна       | 21.12.1927 — 02.01.2015 | Дробильщица Богословского алюминиевого завода Министерства цветной металлургии СССР, Свердловская область | 30.03.1971      | [ ГС 49 ]  |
| 56         | Костюк Александр Михайлович       | род. 1930               | Звеньевой колхоза «Степной» Советского района Ставропольского края | 23.06.1966      | [ ГС 50 ]  |
| 57         | Костюк Дмитрий Петрович           | 19.09.1916 — 15.11.1995 | Звеньевой колхоза «Красный пахарь» Берёзовского района Красноярского края | 01.06.1949      | [ ГС 51 ]  |
| 58         | Костюк Евгений Фёдорович          | род. 09.02.1929         | Бригадир комплексной бригады строительно-монтажного управления № 17 треста «Одесгражданжилстрой», гор. Одесса | 11.08.1966      |            |
| 59         | Костюк Платон Григорьевич         | 20.08.1924 — 10.05.2010 | Директор Института физиологии имени А. А. Богомольца Академии наук Украинской ССР, академик Академии наук СССР, гор. Киев | 17.08.1984      | [ ГС 52 ]  |
| 60         | Костюков Николай Владимирович     | 23.07.1923 — 26.12.1975 | Бригадир взрывников строительно-монтажного управления Главтоннельметростроя Министерства транспортного строительства СССР, Красноярский край                                                                                   | 07.05.1971      | [ ГС 53 ]  |
| 61         | Костюхин Пётр Иванович            | 01.03.1929 — 08.05.2010 | Комбайнёр совхоза «Веселовский» Багаевского района Ростовской области | 23.06.1966      | [ ГС 54 ]  |
| 62         | Костюченко Пётр Никифорович       | 04.09.1937 — 13.09.2013 | Бригадир укрупнённой комплексной бригады докеров-механизаторов Корсаковского морского торгового порта Министерства морского флота СССР, Сахалинская область                                                                    | 02.04.1981      | [ ГС 55 ]  |
| 63         | Костюченко Пётр Петрович          | 03.07.1937 — 14.06.2006 | Свинарь колхоза имени Чапаева Глуховского района Сумской области | 22.03.1966      | [ ГС 56 ]  |
| 64         | Костюченко Улита Иосифовна        | 18.06.1913 — 02.01.1985 | Звеньевая семеноводческого колхоза «Жовтень» Новгород-Северского района Черниговской области | 04.05.1951      | [ ГС 57 ]  |
| 65         | Костяев Северьян Иванович         | 1921 — 09.1989          | Старший печевой рафинировочного цеха комбината «Североникель» Мурманского совнархоза | 09.06.1961      | [ ГС 58 ]  |
| 66         | Косульников Иван Фёдорович        | 1913 — ????             | Бригадир каменщиков передвижной механизированной колонны № 124 треста «Чарджоустрой» Министерства строительства Туркменской ССР, Чарджоуская область                                                                           | 07.05.1971      |            |
| 67         | Косцов Павел Антонович            | 22.06.1921 — 10.10.1982 | Главный агроном опытно-семеноводческого хозяйства «Березанское» Всесоюзного научно-исследовательского института масличных культур, Кореновский район Краснодарского края                                                       | 30.04.1966      | [ ГС 59 ]  |
| 68         | Косыгин Юрий Александрович        | 22.01.1911 — 25.01.1994 | Директор Института тектоники и геофизики Дальневосточного отделения Академии наук СССР, академик АН СССР, гор. Хабаровск | 21.01.1981      | [ ГС 60 ]  |
| 69         | Косых Анна Васильевна             | 1923 — 24.04.1992       | Доярка совхоза имени Ленина Шушенского района Красноярского края | 22.03.1966      | [ ГС 61 ]  |
| 70         | Косых Николай Егорович            | 1915—1993               | Председатель семеноводческого колхоза «Льновод» Маслянинского района Новосибирской области | 20.03.1949      | [ ГС 62 ]  |
| 71         | Косьма Григорий Александрович     | 27.06.1929 — 07.09.1993 | Бригадир тракторной бригады Джетыгаринской МТС Кустанайской области | 11.01.1957      | [ ГС 63 ]  |
| 72         | Косьяненко Надежда Ивановна       | 1912 — 1980             | Звеньевая колхоза «Красный водник» Азовского района Ростовской области | 07.07.1951      | [ ГС 64 ]  |
| 73         | Косьянова Надежда Иосифовна       | 21.10.1924 — 06.02.1999 | Свинарка совхоза «Культура» Лебедянского района Липецкой области | 08.04.1971      | [ ГС 65 ]  |
| 74         | Косяк Мария Ивановна              | 15.01.1918 — 15.07.2006 | Звеньевая колхоза «Красное знамя» Вилейского района Минской области | 30.04.1966      | [ ГС 66 ]  |
| 75         | Косяков Виктор Павлович           | 10.05.1950 — 29.04.1990 | Горновой Новолипецкого металлургического комбината имени Ю. В. Андропова Министерства чёрной металлургии СССР, гор. Липецк | 26.11.1984      | [ ГС 67 ]  |
| 76         | Косянчук Фёдор Яковлевич          | 1899 — ????             | Звеньевой колхоза имени Сталина Знаменского района Кировоградской области | 26.02.1958      | [ ГС 68 ]  |
| 77         | Косяченко Анна Яковлевна          | 09.10.1937 — 14.07.2014 | Звеньевая колхоза «Заповит Ленина» Яготинского района Киевской области | 24.12.1976      | [ ГС 69 ]  |
| 78         | Кот Владимир Павлович             | 18.02.1926 — 12.06.1987 | Звеньевой колхоза «Октябрь» Хойникского района Гомельской области | 30.04.1966      | [ ГС 70 ]  |
| 79         | Кот Раиса Семёновна               | 1928 — ????             | Доярка колхоза «Первое мая» Емильчинского района Житомирской области | 26.02.1958      | [ ГС 71 ]  |
| 80         | Коташвили Гавриил Алексеевич      | 1887 — ????             | Бригадир колхоза имени Берия Аброшикского сельсовета Цителицкаройского района Грузинской ССР | 05.09.1950      |            |
| 81         | Котельников Михаил Иванович       | род. 1931               | Бригадир каменщиков строительно-монтажного управления № 4 треста «Курскпромстрой», Курская область | 11.08.1966      |            |
| 82         | Котельникова Антонина Григорьевна | 1927—2000               | Свинарка госплемсовхоза «Буйский» Уржумского района Кировской области | 08.04.1971      | [ ГС 72 ]  |
| 83         | Котельникова Ксения Емельяновна   | 03.03.1915 — 08.08.2010 | Начальник смены Московского электролампового завода Московского городского совнархоза | 07.03.1960      | [ ГС 73 ]  |
| 84         | Котенко Алексей Михайлович        | род. 18.04.1932         | Газовщик доменного цеха Кузнецкого металлургического комбината имени В. И. Ленина Министерства чёрной металлургии СССР, Кемеровская область                                                                                    | 05.03.1976      | [ ГС 74 ]  |
| 85         | Котенко Алексей Николаевич        | 17.03.1916 — 19.07.1986 | Шофёр автоколонны Управления военно-восстановительных работ № 8 Юго-Западного фронта, красноармеец | 05.11.1943      | [ ГС 75 ]  |
| 86         | Котенко Василий Павлович          | род. 27.12.1926         | Бригадир монтажников Киевского строительно-монтажного управления № 21 треста «Центростальконструкция» Министерства монтажных и специальных строительных работ Украинской ССР                                                   | 08.01.1974      |            |
| 87         | Котенко Григорий Пантелеевич      | 12.01.1907 — 29.07.1990 | Директор совхоза «Партизан» Тамбовского района Амурской области | 22.03.1966      | [ ГС 76 ]  |
| 88         | Котепахов Мухамед Алиевич         | 20.06.1938 — 26.09.1977 | Звеньевой колхоза имени Чапаева Прохладненского района Кабардино-Балкарской АССР | 23.12.1976      | [ ГС 77 ]  |
| 89         | Котивец Александр Алексеевич      | род. 1941               | Звеньевой рисоводческого совхоза «Красноармейский» Красноармейского района Краснодарского края | 25.02.1981      | [ ГС 78 ]  |
| 90         | Котикова Елена Викторовна         | 04.04.1932 — 09.02.1986 | Доярка Бородулинского совхоза Сысертского района Свердловской области | 08.03.1958      | [ ГС 79 ]  |
| 91         | Котин Жозеф Яковлевич             | 10.03.1908 — 21.10.1979 | Главный конструктор Машиностроительного и металлургического Кировского завода Народного Комиссариата танковой промышленности СССР, гор. Ленинград                                                                              | 19.09.1941      | [ ГС 80 ]  |
| 92         | Котко Николай Иванович            | 19.04.1935 — 08.10.1990 | Бригадир колхоза имени Шевченко Верхнеднепровского района Днепропетровской области | 22.12.1977      | [ ГС 81 ]  |
| 93         | Коткова Фаина Васильевна          | 06.04.1933 — 04.06.2020 | Ткачиха Вязниковского производственного объединения льняных технических тканей Министерства текстильной промышленности РСФСР, Владимирская область                                                                             | 30.04.1980      | [ ГС 82 ]  |
| 94         | Котлов Николай Демьянович         | 06.12.1905 — 11.07.1958 | Заведующий свиноводческой фермой колхоза имени Фрунзе Родниковского района Ивановской области | 27.06.1951      | [ ГС 83 ]  |
| 95         | Котляр Антон Иванович             | 1891 — ????             | Председатель семеноводческого колхоза имени Петровского Черкасского района Киевской области | 11.04.1949      |            |
| 96         | Котляр Николай Михайлович         | род. 26.07.1930         | Главный агроном совхоза «Бильшовыцькый наступ» Великоалександровского района Херсонской области | 08.04.1971      | [ ГС 84 ]  |
| 97         | Котляр Фёдор Васильевич           | 21.09.1903 — 18.03.1984 | Директор совхоза «Совки» Киево-Святошинского района Киевской области | 22.03.1966      | [ ГС 85 ]  |
| 98         | Котляренко Михаил Григорьевич     | 22.02.1904 — 10.02.1980 | Проходчик шахты № 10 комбината «Кузбассуголь» Министерства угольной промышленности восточных районов СССР, Кемеровская область                                                                                                 | 28.08.1948      | [ ГС 86 ]  |
| 99         | Котляров Георгий Макарович        | 01.07.1928 — 06.11.2018 | Комбайнёр колхоза «Октябрь» Ветковского района Гомельской области | 10.02.1975      | [ ГС 87 ]  |
| 100        | Котов Василий Никитович           | 09.05.1902 — 08.12.1987 | Начальник горного управления Магнитогорского металлургического комбината Челябинского совнархоза | 19.07.1958      | [ ГС 88 ]  |
| 101        | Котов Вениамин Алексеевич         | 14.01.1933 — 15.12.2020 | Токарь Ленинградского электромеханического завода имени А. А. Кулакова Министерства судостроительной промышленности СССР | 19.09.1977      | [ ГС 89 ]  |
| 102        | Котов Владимир Сергеевич          | 09.04.1911 — 12.09.1965 | Бригадир слесарей Канонерского судоремонтного завода Балтийского государственного морского пароходства Министерства морского флота СССР, гор. Ленинград                                                                        | 03.08.1960      | [ ГС 90 ]  |
| 103        | Котов Дмитрий Григорьевич         | 18.10.1918 — 1991       | Старший агроном Судженской МТС Анжеро-Судженского района Кемеровской области | 25.02.1949      | [ ГС 91 ]  |
| 104        | Котов Михаил Алексеевич           | 26.11.1926 — 20.08.1988 | Старший горновой Новолипецкого металлургического комбината Министерства чёрной металлургии СССР, Липецкая область | 22.03.1966      | [ ГС 92 ]  |
| 105        | Котов Павел Григорьевич           | 03.01.1911 — 12.01.2007 | Заместитель Главнокомандующего ВМФ СССР по кораблестроению и вооружению — начальник кораблестроения и вооружения ВМФ СССР, адмирал-инженер, гор. Москва                                                                        | 31.12.1980      | [ ГС 93 ]  |
| 106        | Котов Пётр Яковлевич              | 01.07.1904 — 31.05.1986 | Старший зоотехник откормочного совхоза «Хуторок» Министерства мясной и молочной промышленности СССР, Ново-Кубанский район Краснодарского края                                                                                  | 05.10.1949      | [ ГС 94 ]  |
| 107        | Котова Валентина Ивановна         | 15.03.1933 — 04.08.2016 | Бригадир сборщиков ленинградского производственного объединения электронного приборостроения «Светлана» Министерства электронной промышленности СССР                                                                           | 10.03.1981      | [ ГС 95 ]  |
| 108        | Котова Мария Анисимовна           | род. 1933               | Доярка совхоза имени А. Руцкого Баяутского района Сырдарьинской области | 06.09.1973      |            |
| 109        | Котова Надежда Наумовна           | 03.04.1926 — 24.09.1980 | Доярка совхоза «Пильненский» Красногорского района Алтайского края | 22.03.1966      | [ ГС 96 ]  |
| 110        | Котова Надежда Сергеевна          | 1912 — ????             | Рабочая семеноводческого совхоза «Лабинский» Министерства совхозов СССР, Лабинский район Краснодарского края | 17.08.1950      | [ ГС 97 ]  |
| 111        | Котова Нина Николаевна            | 15.05.1927 — 21.09.2010 | Доярка совхоза имени Фрунзе Дорогобужского района Смоленской области | 22.03.1966      | [ ГС 98 ]  |
| 112        | Котова Серафима Александровна     | 22.07.1930 — 01.06.1993 | Помощник мастера Московской камвольно-прядильной фабрики имени М. И. Калинина Московского городского совнархоза | 07.03.1960      | [ ГС 99 ]  |
| 113        | Котолуп Татьяна Никитична         | род. 1929               | Звеньевая Ульяновского свеклосовхоза Министерства пищевой промышленности СССР, Богодуховский район Харьковской области | 29.08.1949      |            |
| 114        | Котюшев Сидор Яковлевич           | 20.03.1924 — 28.01.1994 | Звеньевой молочного совхоза «Июсский» Орджоникидзевского района Хакасской автономной области | 08.03.1949      | [ ГС 100 ] |
| 115        | Котяш Гавриил Иванович            | 07.04.1904 — 14.11.1999 | Начальник Белорусской железной дороги, Минская область | 01.08.1959      | [ ГС 101 ] |
| 116        | Коуров Николай Александрович      | 04.02.1930 — 18.09.2006 | Бригадир малой комплексной бригады Кондинского лесопромышленного комбината Министерства лесной, целлюлозно-бумажной и деревообрабатывающей промышленности СССР, Ханты-Мансийский национальный округ                            | 17.09.1966      | [ ГС 102 ] |
| 117        | Кофанова Екатерина Филипповна     | 12.02.1924 — 08.01.2012 | Звеньевая колхоза имени Чкалова Ключевского района Алтайского края | 04.03.1948      | [ ГС 103 ] |
| 118        | Кохан Михаил Федотович            | 1907 — ????             | Начальник шахты № 4—5 «Никитовка» треста «Горловскуголь» Министерства угольной промышленности Украинской ССР, Сталинская область                                                                                               | 26.04.1957      | [ ГС 104 ] |
| 119        | Кохан Феодосия Филипповна         | 1900 — ????             | Звеньевая колхоза имени Андреева Виньковецкого района Каменец-Подольской области | 16.02.1948      | [ ГС 105 ] |
| 120        | Коханов Гений Алексеевич          | 10.10.1928 — ????       | Токарь Фрунзенского завода тяжёлого электромашиностроения «Тяжэлектромаш» Министерства электротехнической промышленности СССР, Киргизская ССР                                                                                  | 20.04.1971      | [ ГС 106 ] |
| 121        | Коханов Тимофей Сергеевич         | 1901 — ????             | Навалоотбойщик шахты № 19—20 комбината «Артёмуголь» Министерства угольной промышленности западных районов СССР, Сталинская область                                                                                             | 28.08.1948      | [ ГС 107 ] |
| 122        | Коховец Николай Петрович          | 30.01.1924 — 25.04.1998 | Звеньевой колхоза «Коммунар» Пинского района Брестской области | 30.04.1966      | [ ГС 108 ] |
| 123        | Кохомский Фёдор Михайлович        | 19.08.1903 — 31.10.1982 | Старший зоотехник племенного молочного совхоза «Омский» № 54 Министерства совхозов СССР, Омский район Омской области | 01.12.1949      | [ ГС 109 ] |
| 124        | Кохреидзе Шалва Фёдорович         | 19.06.1901 — 01.01.1961 | Паровозный машинист депо Тбилиси Закавказской железной дороги, Грузинская ССР | 05.11.1943      | [ ГС 110 ] |
| 125        | Коцарь Григорий Артемьевич        | 17.10.1909 — 1973       | Старший табунщик конного завода № 168 Кисловодского района Ставропольского края | 17.07.1952      | [ ГС 111 ] |
| 126        | Коцицашвили Елена Георгиевна      | род. 1942               | Крутильщица Руставского завода химического волокна Министерства химической промышленности СССР, Грузинская ССР | 20.04.1971      | [ ГС 112 ] |
| 127        | Коцубеева Аксинья Филипповна      | 1909 — ????             | Звеньевая колхоза «Коллективный труд» Саркандского района Талды-Курганской области | 28.03.1948      | [ ГС 113 ] |
| 128        | Коцур Игорь Кузьмич               | 19.03.1923 — 27.11.2006 | Пилот вертолёта Ми-1 Северо-Кавказского управления гражданской авиации Министерства гражданской авиации СССР, гор. Краснодар                                                                                                   | 15.08.1966      | [ ГС 114 ] |
| 129        | Коцюруба Мария Ивановна           | род. 17.03.1946         | Доярка Каменогорского свеклосовхоза Ильинецкого района Винницкой области | 17.08.1988      |            |
| 130        | Кочанов Климент Семёнович         | 27.01.1912 — 19.10.2008 | Заместитель Министра монтажных и специальных строительных работ СССР, гор. Москва | 09.04.1981      | [ ГС 115 ] |
| 131        | Кочахия Акакий Леванович          | 1902 — ????             | Звеньевой колхоза «Коммунизм» Зугдидского района Грузинской ССР | 21.02.1948      | [ ГС 116 ] |
| 132        | Кочевых Иван Павлович             | 12.08.1927 — 23.06.2003 | Генеральный директор Львовского производственного объединения имени В. И. Ленина Министерства радиопромышленности СССР | 29.03.1976      | [ ГС 117 ] |
| 133        | Кочегаров Иван Васильевич         | 05.10.1889 — 28.06.1975 | Управляющий фермой молочного совхоза «Никитовский» Министерства совхозов СССР, Дзержинский район Сталинской области | 14.05.1949      | [ ГС 118 ] |
| 134        | Коченькова Александра Михайловна  | 18.02.1918 — 07.09.2005 | Птичница совхоза «Бежецкий» Бежецкого района Калининской области | 08.04.1971      | [ ГС 119 ] |
| 135        | Кочерга Василий Михайлович        | 14.10.1904 — 05.10.1985 | Звеньевой молочного совхоза «Вольно-Чернихово» Министерства совхозов СССР, Городищенский район Барановичской области | 30.03.1949      | [ ГС 120 ] |
| 136        | Кочергина Елена Еремеевна         | 03.02.1928 — 18.01.2002 | Льнотеребильщица колхоза имени Полантая Параньгинского района Марийской АССР | 07.03.1960      | [ ГС 121 ] |
| 137        | Кочержин Николай Егорович         | 02.06.1936 — 2002       | Звеньевой колхоза имени Свердлова Ливенского района Орловской области | 28.08.1990      | [ ГС 122 ] |
| 138        | Кочерыгин Николай Васильевич      | 19.05.1908 — 02.03.1988 | Директор Ковровского завода имени В. А. Дегтярёва Министерства оборонной промышленности СССР, Владимирская область | 16.01.1974      | [ ГС 123 ] |
| 139        | Кочерягина Анна Казимировна       | род. 1920               | Доярка совхоза «Шальчининкай» Шальчининкского района Литовской ССР | 05.04.1958      |            |
| 140        | Кочетков Дмитрий Ермолаевич       | 22.08.1905 — 27.06.1967 | Директор завода № 76 Народного комиссариата танковой промышленности СССР, гор. Свердловск | 20.01.1943      | [ ГС 124 ] |
| 141        | Кочетков Константин Михайлович    | 1913—1978               | Бригадир комплексной бригады по добыче торфа торфопредприятия «Васильевский Мох» Министерства топливной промышленности РСФСР, Калининский район Калининской области                                                            | 20.04.1971      |            |
| 142        | Кочетков Михаил Васильевич        | 1894 — ????             | Бригадир полеводческой бригады колхоза имени Димитрова Ермаковского района Красноярского края | 10.04.1948      | [ ГС 125 ] |
| 143        | Кочетков Николай Георгиевич       | 12.08.1927 — 14.07.2002 | Бригадир проходческой бригады шахты № 3—3-бис треста «Прокопьевскуголь» комбината «Кузбассуголь» Министерства угольной промышленности СССР, Кемеровская область                                                                | 15.10.1965      | [ ГС 126 ] |
| 144        | Кочетков Николай Данилович        | 10.05.1925 — 08.10.1992 | Мастер Магнитогорского металлургического комбината Министерства чёрной металлургии СССР, Челябинская область | 22.03.1966      | [ ГС 127 ] |
| 145        | Кочетков Николай Константинович   | 18.05.1915 — 21.12.2005 | Директор Института органической химии имени Н. Д. Зелинского Академии наук СССР, академик АН СССР, гор. Москва | 17.05.1985      | [ ГС 128 ] |
| 146        | Кочетков Сергей Тихонович         | 14.10.1912 — 03.05.2005 | Слесарь завода при научно-исследовательском институте «Сапфир» Министерства электронной промышленности СССР, гор. Москва | 26.04.1971      | [ ГС 129 ] |
| 147        | Кочетков Юрий Владимирович        | 18.06.1929 — 10.07.2006 | Помощник мастера Купавнинской тонкосуконной фабрики имени Н. Н. Акимова Министерства лёгкой промышленности РСФСР, Ногинский район Московской области                                                                           | 05.04.1971      | [ ГС 130 ] |
| 147.000001 | Кочеткова Мария Игнатьевна        | род. 1930               | Свинарка свиноводческого совхоза «Металлист» Министерства совхозов СССР, Амвросиевский район Сталинской области | 24.09.1949      | [ ГС 131 ] |
| 148        | Кочеткова Татьяна Аркадьевна      | 01.03.1925 — 13.04.2003 | Монтажница завода № 205 имени Н. С. Хрущёва Саратовского совнархоза | 07.03.1960      | [ ГС 132 ] |
| 149        | Кочетов Александр Андреевич       | 22.09.1926 — ????       | Слесарь-сборщик Ленинградского завода имени Коминтерна Министерства радиопромышленности СССР | 26.04.1971      | [ ГС 133 ] |
| 150        | Кочетов Василий Александрович     | 01.01.1921 — 25.05.1983 | Председатель колхоза имени Октябрьской Революции Большеболдинского района Горьковской области | 08.04.1971      | [ ГС 134 ] |
| 151        | Кочетов Василий Иванович          | 1927 — 07.09.1997       | Бригадир комбайновой бригады шахты № 66 треста «Калининуголь» комбината «Тулауголь» Министерства угольной промышленности СССР, Тульская область                                                                                | 26.04.1957      | [ ГС 135 ] |
| 152        | Кочетов Евгений Гаврилович        | 27.08.1929 — 15.09.2007 | Бригадир комплексной бригады строительно-монтажного управления № 1 треста № 5 «Нефтезаводстрой», Горьковская область | 11.08.1966      | [ ГС 136 ] |
| 153        | Кочетов Иван Васильевич           | 24.06.1900 — 12.01.1992 | Заместитель главного инженера Воткинскгэсстроя Министерства энергетики и электрификации СССР, Пермская область | 25.07.1966      | [ ГС 137 ] |
| 154        | Кочетов Кузьма Матвеевич          | 11.11.1923 — 16.12.2009 | Шофёр Саткинской автотранспортной конторы Министерства автомобильного транспорта и шоссейных дорог РСФСР, Челябинская область                                                                                                  | 05.10.1966      | [ ГС 138 ] |
| 155        | Кочетова Аграфена Филипповна      | 10.12.1921 — 09.05.1995 | Звеньевая колхоза «Большевик» Гусь-Хрустального района Владимирской области | 11.12.1973      | [ ГС 139 ] |
| 156        | Кочетова Анна Петровна            | 1907 — ????             | Начальник цеха Днепродзержинского азотнотукового завода Днепропетровского совнархоза | 07.03.1960      | [ ГС 140 ] |
| 157        | Кочетова Лидия Васильевна         | род. 09.04.1943         | Ткачиха Алма-Атинского хлопчатобумажного комбината имени 50-летия Октябрьской революции Министерства лёгкой промышленности Казахской ССР                                                                                       | 02.08.1983      | [ ГС 141 ] |
| 158        | Кочетова Нина Тихоновна           | род. 26.01.1939         | Главный зоотехник племзавода-колхоза имени Ленина Новомосковского района Тульской области | 28.10.1988      | [ ГС 142 ] |
| 159        | Кочешков Ксенофонт Александрович  | 12.12.1894 — 15.01.1978 | Заведующий лабораторией Физико-химического института имени Л. Я. Карпова Академии наук СССР, заведующий лабораторией химического факультета Московского государственного университета имени М. В. Ломоносова, академик АН СССР | 13.12.1974      | [ ГС 143 ] |
| 160        | Кочиашвили Николай Степанович     | 1918 — ????             | Председатель колхоза села Джапаридзе Цителцкаройского района Грузинской ССР | 02.04.1966      | [ ГС 144 ] |
| 161        | Кочина Пелагея Яковлевна          | 13.05.1899 — 03.07.1999 | Заведующая отделом прикладной гидродинамики Института гидродинамики Сибирского отделения Академии наук СССР, академик АН СССР, гор. Новосибирск                                                                                | 13.03.1969      | [ ГС 145 ] |
| 162        | Кочкарова Сарахон                 | 1928 — 20.10.2018       | Звеньевая колхоза «Шарк» Ошского района Ошской области | 26.03.1948      | [ ГС 146 ] |
| 163        | Кочкин Владимир Ефимович          | 15.10.1920 — 25.03.1986 | Бригадир фермы колхоза имени Ворошилова Коломенского района Московской области | 07.04.1949      | [ ГС 147 ] |
| 163.000002 | Кочкина Валентина Иосифовна       | род. 1930               | Доярка Азинского конезавода № 105 Чернушинского района Пермской области | 22.03.1966      | [ ГС 148 ] |
| 164        | Кочкина Клавдия Николаевна        | 19.01.1930 — 07.07.2007 | Старшая рабочая хлебозавода № 1 Министерства пищевой промышленности РСФСР, гор. Киров | 26.04.1971      |            |
| 165        | Кочкорбаев Изак                   | 1890 — 14.09.1965       | Председатель колхоза «Кенеш» Ивановского района Фрунзенской области | 15.02.1957      | [ ГС 149 ] |
| 166        | Кочламазашвили Георгий Иванович   | 1892 — ????             | Бригадир колхоза «Ленинис андердзи» Лагодехского района Грузинской ССР | 03.07.1950      | [ ГС 150 ] |
| 167        | Кочнев Пётр Павлович              | 1925—1990               | Мастер-взрывник Сангарского шахтоуправления треста «Якутуголь» Министерства угольной промышленной промышленности СССР, Якутская АССР                                                                                           | 30.03.1971      | [ ГС 151 ] |
| 168        | Кочнева Мария Павловна            | 03.03.1926 — 05.10.2008 | Доярка колхоза «Пятилетка» Костромского района Костромской области | 16.08.1950      | [ ГС 152 ] |
| 169        | Кочнева Надежда Яковлевна         | 15.10.1927 — 01.12.2012 | Осмотрщик вагонного депо станции Курган Южно-Уральской железной дороги | 02.04.1981      | [ ГС 153 ] |
| 170        | Кочу Михаил Григорьевич           | 05.02.1918 — 13.12.1986 | Комбайнёр объединения механизации и электрификации сельскохозяйственного производства Кантемирского районного совета колхозов Молдавской ССР                                                                                   | 10.03.1978      |            |
| 171        | Кочубаев Тойчи Тагаевич           | 12.03.1922 — 26.09.1981 | Председатель колхоза имени Жданова Араванского района Ошской области | 30.04.1966      | [ ГС 154 ] |
| 172        | Кочубей Николай Фёдорович         | 1914 — ????             | Бригадир Лозовской дистанции пути Южной железной дороги, Харьковская область | 04.08.1966      | [ ГС 155 ] |
| 173        | Кошаганов Джумаш                  | 1902 — 20.05.1948       | Звеньевой колхоза «Путь коммунизма» района имени 28 гвардейцев Талды-Курганской области | 28.03.1948      | [ ГС 156 ] |
| 174        | Кошара Пелагея Максимовна         | род. 07.08.1930         | Звеньевая виноградарского совхоза имени Молотова Министерства пищевой промышленности СССР, Анапский район Краснодарского края                                                                                                  | 27.08.1951      | [ ГС 157 ] |
| 175        | Кошаханов Кенган                  | 1896—1961               | Председатель колхоза «Кара-кум» Шевченковского района Гурьевской области | 23.07.1948      | [ ГС 158 ] |
| 176        | Кошевая Анна Денисовна            | 02.10.1871 — 09.03.1948 | Звеньевая колхоза «Червоный гигант» Великополовецкого района Киевской области | 19.03.1947      | [ ГС 159 ] |
| 177        | Кошевцова Мария Акимовна          | 1911 — 05.11.1992       | Звеньевая колхоза «Красный боец» Тихорецкого района Краснодарского края | 16.04.1949      | [ ГС 160 ] |
| 178        | Кошек Анна Арсентьевна            | 28.08.1917 — 10.05.2005 | Звеньевая колхоза имени Сталина Ружичнянского района Каменец-Подольской области | 16.02.1948      | [ ГС 161 ] |
| 179        | Кошелев Егор Васильевич           | 17.02.1932 — 01.12.2018 | Слесарь Южного машиностроительного завода Министерства общего машиностроения СССР, гор. Днепропетровск | 26.04.1971      | [ ГС 162 ] |
| 180        | Кошелев Юрий Анатольевич          | 04.04.1927 — 11.12.2017 | Начальник управления строительства Московского метрополитена Министерства транспортного строительства СССР | 30.04.1976      | [ ГС 163 ] |
| 181        | Кошелева Мария Дмитриевна         | 19.02.1895 — 20.02.1970 | Доярка племенного молочного совхоза «Караваево» Министерства совхозов СССР, Костромской район Костромской области | 12.07.1949      | [ ГС 164 ] |
| 182        | Кошель Стефания Александровна     | род. 01.01.1931         | Звеньевая колхоза «Сталинский путь» Струсовского района Тернопольской области | 12.03.1949      |            |
| 183        | Кошик Надежда Демьяновна          | 23.10.1923 — 22.12.1999 | Звеньевая колхоза имени XVII партсъезда Лиховского района Днепропетровской области | 19.03.1947      | [ ГС 165 ] |
| 184        | Кошкакарян Хачик Саркисович       | 1908—1976               | Каменщик треста № 1 Министерства строительства Армянской ССР | 09.08.1958      | [ ГС 166 ] |
| 185        | Кошкарёв Иван Викторович          | род. 1935               | Звеньевой совхоза «Пархомовский» Краснокутского района Харьковской области | 22.12.1977      |            |
| 186        | Кошкарёва Екатерина Александровна | 12.12.1924 — 26.03.2017 | Доярка совхоза «Максимовский» Иркутского района Иркутской области | 22.03.1966      | [ ГС 167 ] |
| 187        | Кошкин Лев Николаевич             | 25.10.1912 — 08.04.1992 | Начальник и главный конструктор Конструкторского бюро автоматических линий Министерства оборонной промышленности СССР, гор. Климовск Московской области                                                                        | 11.10.1982      | [ ГС 168 ] |
| 188        | Кошкин Михаил Ильич               | 03.12.1898 — 26.09.1940 | Бывший главный конструктор танкового конструкторского бюро Харьковского завода имени Коминтерна Наркомата вооружения СССР | 04.10.1990      | [ ГС 169 ] |
| 189        | Кошкин Фёдор Фёдорович            | 15.04.1927 — 22.11.1993 | Бригадир комплексной бригады Олонецкого леспромхоза Министерства лесной, целлюлозно-бумажной и деревообрабатывающей промышленности СССР, Карельская АССР                                                                       | 22.02.1966      | [ ГС 170 ] |
| 190        | Кошкина Александра Егоровна       | род. 1929               | Звеньевая колхоза «Красный партизан» Прокопьевского района Кемеровской области | 25.02.1949      | [ ГС 171 ] |
| 191        | Кошмарык Мария Николаевна         | 08.08.1930 — 20.05.2005 | Звеньевая колхоза имени Кирова Заставновского района Черновицкой области | 26.04.1951      | [ ГС 172 ] |
| 192        | Кошмуратов Самбай                 | 1929 — ????             | Старший чабан совхоза имени Карла Маркса Тахтакупырского района Каракалпакской АССР | 08.04.1971      | [ ГС 173 ] |
| 193        | Кошоев Омурзак                    | 1890 — 07.08.1971       | Старший табунщик молочного племенного совхоза имени Ильича Министерства совхозов СССР, Фрунзенская область | 01.12.1949      | [ ГС 174 ] |
| 194        | Кошур Марта Владимировна          | 20.07.1929 — 2003       | Звеньевая колхоза «Рассвет» Новогрудского района Гродненской области | 12.12.1973      | [ ГС 175 ] |
| 195        | Кошура Андрей Фёдорович           | 02.11.1929 — 01.10.1999 | Бригадир электромонтажников Коммунарского специализированного управления № 450 треста «Донбасспромэлектромонтаж» Министерства монтажных и специальных строительных работ Украинской ССР, Ворошиловградская область             | 07.05.1971      | [ ГС 176 ] |
| 196        | Кошурко Алексей Алексеевич        | 02.06.1933 — 28.12.2013 | Бригадир слесарей Кировоградского завода сельскохозяйственных машин «Красная звезда» Министерства тракторного и сельскохозяйственного машиностроения СССР                                                                      | 03.01.1974      | [ ГС 177 ] |
| 197        | Кощеев Иван Алексеевич            | 01.06.1908 — 08.03.1988 | Председатель колхоза «Ударник» Нолинского района Кировской области | 22.03.1966      | [ ГС 178 ] |
| 198        | Кощеев Павел Иванович             | 1916—1988               | Бригадир колхоза «Ударник» Молотовского района Кировской области | 17.03.1948      | [ ГС 179 ] |
| 199        | Кощеева Анастасия Митрофановна    | 18.10.1919 — 1994       | Доярка совхоза «Соколовка» Зуевского района Кировской области | 24.04.1958      | [ ГС 180 ] |
| 200        | Коюнлиев Гарли                    | 1929 — ????             | Старший чабан совхоза «Казанджик» Казанджикского района Туркменской ССР | 16.03.1965      | [ ГС 181 ] |

| Навигационная таблица | Навигационная таблица |
| --------------------- | --------------------- |
| «К»                   | Кабаидзе — Капычина   |
| «К»                   | Кара — Каюшкина       |
| «К»                   | Квакуша — Киптев      |
| «К»                   | Киракосян — Князькин  |
| «К»                   | Кобаидзе — Колядо     |
| «К»                   | Команов — Корякина    |
| «К»                   | Косарев — Коюнлиев    |
| «К»                   | Кравец — Ксоврели     |
| «К»                   | Куандыков — Кулян     |
| «К»                   | Кумаков — Кяяник      |